# Antoni Macierewicz
Antoni Macierewicz (Varsavia, 3 agosto 1948) è un politico, storico e pubblicista polacco.

## Storia
Macierewicz è un laureato della Facoltà di Storia dell'Università di Varsavia. Ha partecipato agli scioperi studenteschi nel marzo 1968. È stato arrestato dalle autorità comuniste. Ha trascorso in carcere dal 28 marzo al 3 agosto 1968. Era un istruttore scout. Negli anni '70 ha lavorato come insegnante di storia. Dal 1975 al 1976 ha insegnato storia latino-americana presso l'Università di Varsavia. Era un attivista dell'opposizione democratica in Polonia negli anni 1968-1989. È stato cofondatore del Comitato di Difesa degli Operai e del Comitato dell'Autodifesa Sociale KOR. Dopo la pacificazione dei lavoratori nel giugno 1976 organizzava per loro l'assistenza sociale. Nel mese di ottobre 1979 ha partecipato allo sciopero della fame di solidarietà nella Chiesa di Santa Croce a Varsavia. Da settembre 1980 membro del Sindacato Autonomo dei Lavoratori "Solidarietà". Dopo l'imposizione della legge marziale in Polonia faceva parte del comitato di sciopero al cantiere navale di Danzica. Egli fu internato nel 1981. Fuggì dal luogo di internamento nel novembre 1982. Fuga è stata organizzata da don Adam Sudoł. Nascondendosi fino al 1984 aveva pubblicato sulla stampa clandestina. Non ha partecipato degli Accordi della Tavola Rotonda nel 1989, essendo in opposizione alla politica di Lech Wałęsa.
Nel 1989 è stato vicepresidente del partito Unione Nazionale dei Cristiani (in polacco: Zjednoczenie Chrześcijańsko-Narodowe). È stato più volte eletto alla Camera dei deputati della Polonia. Ha ricoperto la carica del Ministro dell'Interno nel governo Olszewski negli anni 1991-1992. Da maggio a luglio 2004 ha rappresentato la Polonia al Parlamento europeo. Era capo del Servizio per il Controspionaggio Militare (in polacco: Służba Kontrwywiadu Wojskowego) negli anni 2006-2007. Nel governo di Jarosław Kaczyński è stato responsabile per liquidazione della WSI post-comunista (Servizi Militari di Informazione). Nel 2010 divenne il presidente del gruppo parlamentare per le inchieste delle Cause dell'Incidente dell'aereo presidenziale polacco presso l'aeroporto militare di Smolensk-Siewiernyj, in Russia del 10 aprile 2010.
Nel 2012 Macierewicz ha aderito al partito Diritto e Giustizia. È stato eletto come il suo vicepresidente nel 2013.
Macierewicz è sposato con Hanna, ed ha una figlia, Aleksandra.